# Ian Scott
Cyril S. Ian Scott foi um ciclista britânico. Em Londres 1948 conquistou a medalha de prata na prova de estrada por equipes, junto com Gordon Thomas e Ernie Clements. Na estrada individual foi o décimo sexto colocado.